# Bonython Manor
 (janvier 2022).
Bonython Manor près de Cury, Cornouailles, Angleterre, au Royaume-Uni est un domaine sur la Péninsule de Lizard. Depuis 1999, les propriétaires sont M. & Mme Richard Nathan .

## Jardin
Dans les années 1830, des plantations de hêtres et de pins de Monterey sont réalisées près de la maison, et les chemins sont recouverts de galets de Loe Bar, près de Helston. Vaste de 20 acres (8,09371284 ha), des jardins colorés comprenant un vaste hortensia flanqué d'une allée menant à un manoir géorgien (non ouvert au public).
Les jardins sont promus par la Campaign to Protect Rural England .

## Maison
La maison est construite dans les années 1780, peut-être conçue par William Wood, un élève de l'architecte de Greenwich Thomas Edwards . Le bâtiment est classé Grade II. Il s'agit d'une imposante maison en granit de la fin du XVIIIe siècle avec un sous-sol et deux étages. 
La façade comporte cinq fenêtres à l'étage supérieur et quatre au rez-de-chaussée, avec une porte centrale. La fenêtre vénitienne au-dessus de la porte est cintrée et est flanquée de deux fenêtres latérales. Le fronton est coiffé de quatre piliers de pierre surmontés chacun d'une boule de pierre. Dans ses Bâtiments d'Angleterre : Cornouailles, le spécialiste germano-britannique de l'histoire de l'architecture, Nikolaus Pevsner, décrit le bâtiment comme « exceptionnellement élégant » .

## Histoire
John Langdon Bonython déclare au Literary Digest : « Bonython est un nom cornique et l'accent est mis sur la deuxième syllabe : Bon-y'thon, y comme dans spy. L'ancienne famille située à Bonython dans le Cap Lizard à une époque très ancienne. Les actes existants montrent que Stephen Bonython est en possession des terres familiales en 1277." . Sa famille quitte le manoir de Bonython au XVIIe siècle, ayant déjà vécu dans la région pendant plus de mille ans. Le manoir passe à la famille St Agnes Donnithorne auparavant ; certains ont émigré en Australie-Méridionale au XIXe siècle après la faillite de Nicholas Donnithorne. Le nom de famille Bonython change phonétiquement plusieurs fois au cours des siècles, et divers descendants l'ont orthographié de différentes manières, notamment la famille Donnithorne de Sainte-Agnès qui s'était séparée vers 1500 .